# Anello locale
In matematica, in particolare in algebra, un anello locale è un anello con un unico ideale massimale (destro o sinistro).
Gli anelli locali sono dotati di particolari caratteristiche, utili a descrivere il comportamento locale di funzioni definite su varietà algebriche. Il concetto di anello locale fu introdotto da Wolfgang Krull nel 1938 con il nome di Stellenringe.  Il termine inglese local ring (da cui quello italiano) è dovuto a Zariski.

## Definizione
Un anello {\displaystyle R} è detto anello locale se possiede una delle seguenti proprietà equivalenti fra loro:
- {\displaystyle R} ha un unico ideale massimale destro o sinistro;
- {\displaystyle 1\neq 0}, e la somma di due elementi non invertibili non è invertibile;
- {\displaystyle 1\neq 0}, e dato un elemento {\displaystyle x\in R}, {\displaystyle x} è invertibile oppure {\displaystyle 1-x} è invertibile;
- se una somma finita di elementi dell'anello è invertibile, allora lo è almeno uno degli addendi;
- non esistono due ideali sinistri {\displaystyle I_{1}} e {\displaystyle I_{2}} coprimi, cioè tali che {\displaystyle R=I_{1}+I_{2}}.

Alcuni autori richiedono anche che l'anello sia noetheriano, chiamando quasi locali gli anelli che possiedono le proprietà sopra indicate.

## Proprietà
Per un anello locale valgono le seguenti proprietà:
- in un anello locale, l'ideale massimale destro coincide con quello sinistro;
- gli elementi non invertibili formano un ideale proprio;
- tutti i campi sono anelli locali, in quanto {\displaystyle \{0\}} è il loro unico ideale ed è ovviamente massimale.

## Anello dei germi di funzioni
Consideriamo l'insieme delle funzioni reali continue a valori reali definite su un intorno {\displaystyle U} di {\displaystyle 0} e la seguente relazione:
{\displaystyle f\sim g\Leftrightarrow \exists \,U:\,\forall x\in U,\,f(x)=g(x).}
La relazione sopra riportata è di equivalenza; le classi di equivalenza sono dette germi delle funzioni in {\displaystyle 0}. È possibile definire in maniera naturale una addizione e una moltiplicazione fra germi, in modo da formare un anello commutativo:
{\displaystyle {\begin{matrix}[f]+[g]&=&[f+g],\\\left[f\right][g]&=&[fg],\end{matrix}}}
dove {\displaystyle [f]} è il germe a cui appartiene la funzione {\displaystyle f.}
Gli elementi invertibili dell'anello sono i germi {\displaystyle [f]} i cui rappresentanti sono funzioni non nulle nell'origine: {\displaystyle f(x)\neq 0}; la somma di due germi non invertibili è non invertibile, pertanto l'anello così ottenuto è locale e il suo ideale massimale è costituito dai germi delle funzioni nulle nell'origine.
Con questa costruzione è possibile identificare due funzioni che coincidono su un qualunque intorno aperto {\displaystyle U} di zero: l'anello formato dai germi delle funzioni contiene le informazioni sul comportamento locale delle funzioni, di qui nasce il termine locale per identificare questa tipologia di anelli.
Questo argomento può essere esteso a numerose altre strutture matematiche, quali:
- funzioni reali continue su un qualunque spazio topologico;
- funzioni differenziabili su una varietà differenziabile;
- funzioni razionali su una varietà algebrica.

In particolare, è possibile estendere il concetto di varietà algebrica tramite il concetto di schema, ovvero di spazio dotato di una particolare struttura di anelli locali.

## Altri esempi di anelli locali
- l'anello dei numeri razionali a denominatori dispari è locale; il suo ideale massimale è formato dalle frazioni con numeratore pari e denominatore dispari;
- l'anello delle serie formali di potenze su un campo è locale; il suo ideale massimale è formato dalle serie di potenze senza termine noto;
- dato un campo {\displaystyle F} e {\displaystyle n\in \mathbb {N} _{0}}, l'anello quoziente {\displaystyle F[X]/(X^{n})} è locale; il suo ideale massimale è formato dai polinomi senza termine noto.

## Anelli locali commutativi
Detto {\displaystyle m} l'unico ideale massimale dell'anello locale {\displaystyle R}, l'anello locale stesso viene solitamente scritto come {\displaystyle (R,m)}. È possibile dotare l'anello locale di una topologia detta topologia {\displaystyle m}-adica, che ha come base per gli intorni di {\displaystyle 0} le potenze dell'ideale {\displaystyle m}. Il campo {\displaystyle R/m} è detto campo dei residui di {\displaystyle R}.

### Omomorfismi di anelli locali
Dati due anelli locali {\displaystyle (R,m)} e {\displaystyle (S,n)}, un omomorfismo di anelli locali è un omomorfismo di anelli {\displaystyle f:R\to S} per cui {\displaystyle f(m)\subseteq n}, ovvero per cui {\displaystyle f} è continua secondo le topologie sopra descritte.